# Mycena
Mycena (Pers.) Roussel, Fl. Calvados, Edn 2: 64 ('46') (1806), è un genere di funghi basidiomiceti.
(in figura: Mycena galopus)

## Caratteristiche generali
Al genere Mycena appartengono funghi solitamente di piccole dimensioni, putrescibili, con gambo di solito cartilagineo o ialino, privo di volva ed anello e con cappello non fibrilloso.

## Commestibilità delle specie
Senza valore.

Le numerose specie comprese non presentano interesse alimentare poiché poco comuni, di dimensioni ridotte e talvolta velenose, ad esempio la Mycena pura. Alcuni decenni fa, tuttavia, la specie era annoverata in diversi testi fra quelle commestibili.

## Specie di Mycena
La specie tipo è la Mycena galericulata (Scop.) Gray (1821), altre specie incluse nel genere sono:

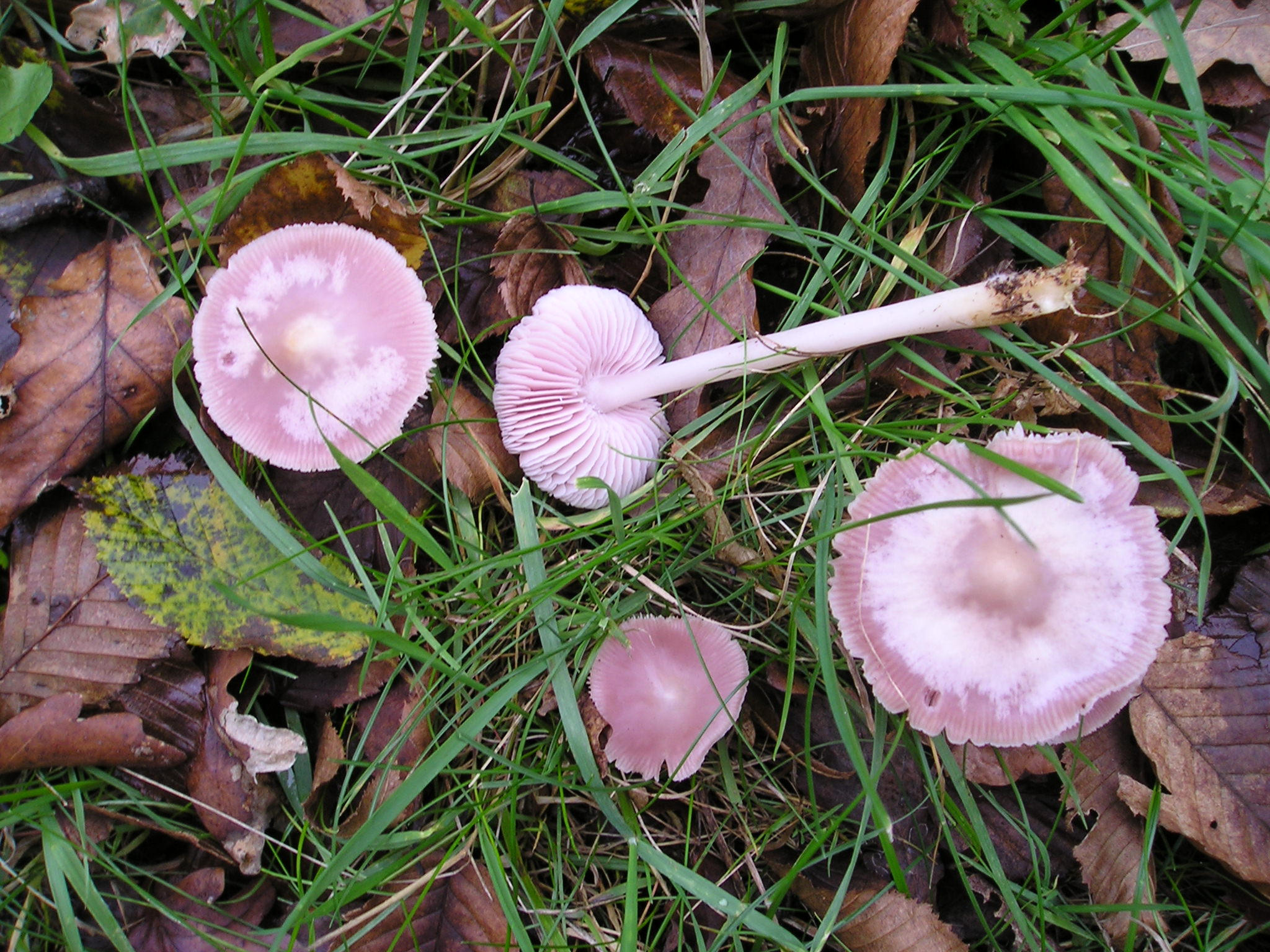
Esemplari di Mycena rosea; alcuni testi la riportano ancora come una variante della Mycena pura (var. Rosea)

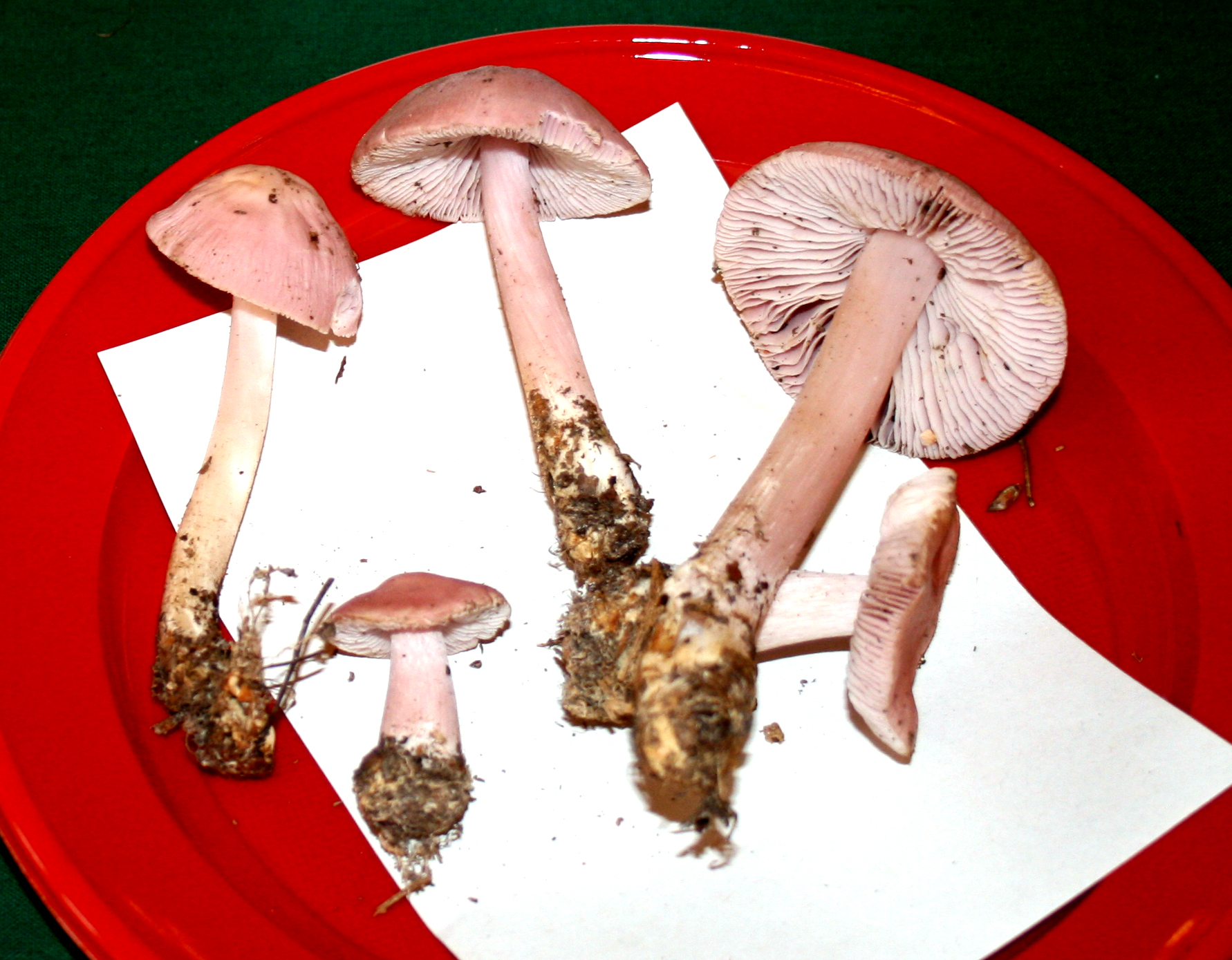
Mycena pura

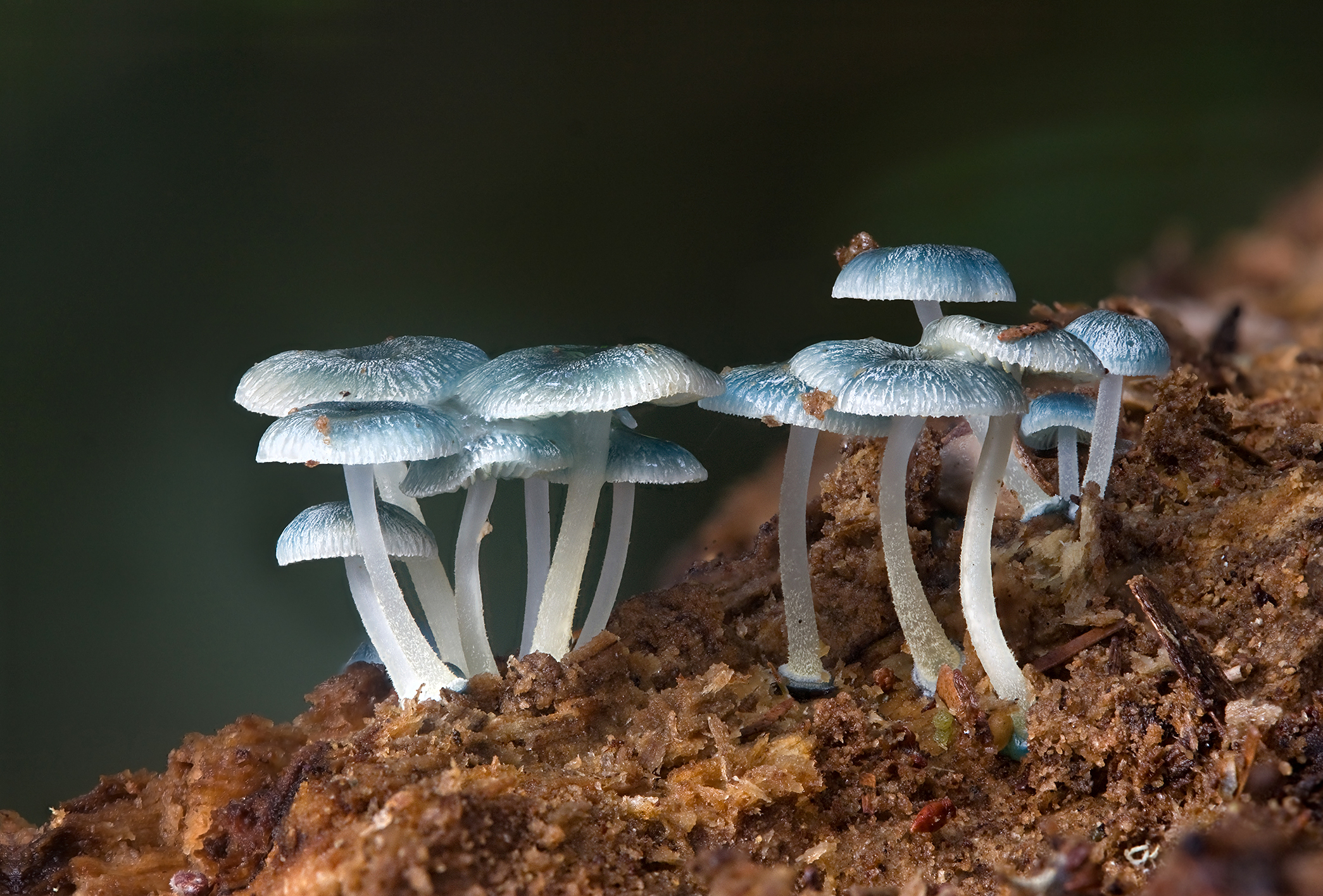
Mycena interrupta.

| - Mycena acicula (Schaeff.) P. Kumm. (1871) - Mycena adonis - Mycena adscendens - Mycena aetites - Mycena albidocapillaris - Mycena alcalina(Fr.) P. Kumm. (1871) [as 'alcalinea'] - Mycena alnicola - Mycena alphitophora - Mycena amicta - Mycena ammoniacaFr. - Mycena arcangeliana - Mycena aspratilis - Mycena asterina - Mycena atrata - Mycena atkinsonii - Mycena atkinsoniana - Mycena atrocyanea - Mycena atroincrustata Singer (1969) - Mycena austroavenacea Singer (1969) - Mycena austrofilopes - Mycena austromaculata Grgur. & T.W. May (1997) [nom. nov.] - Mycena austrororida Singer (1962) - Mycena avellanea Murrill (1916) - Mycena avenacea (Fr.) Quél. (1872) [as 'avenaceus'] - Mycena aurantiomarginata - Mycena brunneospinosa - Mycena cahaya - Mycena californiensis - Mycena capillaris (Schumach.) P. Kumm. (1871) - Mycena capillaripes - Mycena chlorophos - Mycena chlorophanos - Mycena cinerella (P. Karst.) (1879) - Mycena citrinomarginata - Mycena clariviolacea - Mycena clarkeana - Mycena conicola G. Stev. (1964) - Mycena corticola (Pers.) Gray (1821) - Mycena cristinae - Mycena crocata (Schrad.) Fr. (1871) - Mycena cyanorrhiza - Mycena cystidiosa (G. Stev.) E. Horak (1971) - Mycena daisyogunensis - Mycena deeptha - Mycena deformis - Mycena deusta - Mycena detrusa Maas Geest. & E. Horak (1995) - Mycena discobasis - Mycena domingensis - Mycena epipterygia (Scop.) Gray var. epipterygia - Mycena epipterygioides A. Pearson - Mycena erubescens - Mycena fera - Mycena filopes (Bull.) P. Kumm. (1871) - Mycena flavescens - Mycena flavoalba (Fr.) Quél. - Mycena fonticola - Mycena fuhreri - Mycena fulgoris - Mycena fusca | - Mycena fuscoaurantiaca - Mycena galericulata - Mycena galopus (Pers.) P. Kumm. (1871) - Mycena globuliformis Segedin (1991) - Mycena globulispora - Mycena gombakensis - Mycena griseoviridis - Mycena gypsea (Fr.) Quél. - Mycena guldeniana - Mycena guzmanii - Mycena haematopus (Pers.) Kummer. - Mycena helminthobasis Singer (1969) - Mycena hiemalis (Osbeck) Quél. (1872) - Mycena holoporphyra - Mycena hygrophora G. Stev. (1964) - Mycena illuminans - Mycena inclinata Fr.) Quél. (1872) [as 'inclinatus'] - Mycena indigotica - Mycena interrupta (Berk.) Sacc. (1887) - Mycena intersecta - Mycena kurramulla Grgur. (1997) - Mycena kuurkacea - Mycena lacrimans - Mycena lactea - Mycena lanuginosa - Mycena leaiana (Berk.) Sacc. (1891) [as 'leajana'] - Mycena leptocephala - Mycena lividorubra Segedin (1991) - Mycena lucentipes - Mycena lumina - Mycena luteopallens - Mycena luxaeterna - Mycena luxarboricola - Mycena lux-coeli - Mycena luxfoliata - Mycena luxfoliicola - Mycena luxperpetua - Mycena maculata - Mycena magnifica - Mycena mamaku Segedin (1991) - Mycena manipularis - Mycena margarita - Mycena marasmielloides - Mycena mariae G. Stev. (1964) - Mycena metata (Fr.) P. Kumm. (1871) - Mycena minirubra G. Stev. & G.M. Taylor (1964) - Mycena miriamae G. Stev. (1964) - Mycena minuta - Mycena morris-jonesii G. Stev. (1964) - Mycena mucor (Batsch) Gillet (1876) - Mycena munyozii Singer (1969) - Mycena mustea - Mycena nargan - Mycena nebula - Mycena nidificata - Mycena nocticaelum - Mycena noctilucens - Mycena oculisnymphae - Mycena ochracea (G. Stev.) E. Horak (1971) - Mycena olida - Mycena olivaceomarginata (Massee) Massee (1893) | - Mycena oratiensis Segedin (1991) - Mycena oregonensis - Mycena overholtsii - Mycena pandora - Mycena papillata (Peck) A.H. Sm. (1947) - Mycena parabolica (Fr.) Quél. (1872) [as 'parabolicus'] - Mycena parsonsii G. Stev. (1964) - Mycena pelianthina (Fr.) Quél. (1872) [as 'pelianthinus'] - Mycena perlae - Mycena pinicola G. Stev. (1964) - Mycena podocarpi Segedin (1991) - Mycena polygramma (Bull.) Gray (1821) - Mycena primulina G. Stev. (1964) - Mycena pruinosoviscida - Mycena pseudostylobates - Mycena pura(Pers.) P. Kumm. (1871) - Mycena pura complex - Mycena purpureofusca - Mycena renati - Mycena rosea (Schumach.) Gramberg (1912) - Mycena rosella (Fr.) P. Kumm. (1871) - Mycena roseoflava - Mycena rubroglobulosa Segedin (1991) - Mycena sanguinolenta (Alb. & Schwein.) P. Kumm. (1871) - Mycena seminau - Mycena semivestipes - Mycena seynii Quél. (1877) - Mycena silvaelucens - Mycena simia Kühner (1958) - Mycena singeri - Mycena spinosissima - Mycena stipata - Mycena stannea (Fr.) Quél. - Mycena strobilinoides - Mycena stylobates - Mycena subcaerulea - Mycena subcyanocephala - Mycena subdebilis G. Stev. (1964) - Mycena subfragillima G. Stev. (1964) | - Mycena subincarnata - Mycena sublucens - Mycena tenuispinosa - Mycena tenerrima (Fr.) Quél. - Mycena tintinnabulum - Mycena ura Segedin (1991) [nom. nov.] - Mycena urania - Mycena vinacea Cleland (1931) - Mycena vinaceipora Segedin (1991) - Mycena viscidiocruenta Cleland (1924) [nom. nov.] - Mycena viscose - Mycena vitilis - Mycena vulgaris (Pers.) P. Kumm. (1871) - Mycena zephirus (Fr.) P. Kumm. (1871) [as 'zephyrus'] |

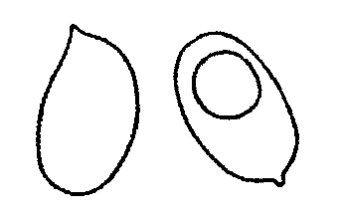
Spore di Mycena epipterygia

## Sinonimi
- Stereopodium F. S. Earle, Bull. New York Bot. Gard. 5: 426. 8 Feb 1909.

## Bioluminescenza
Nel genere Mycena sono annoverate diverse specie che presentano il fenomeno della bioluminescenza (Mycena asterina, Mycena fera, Mycena lucentipes, Mycena discobasis, Mycena singeri, Mycena luxarboricola)

## Galleria d'immagini

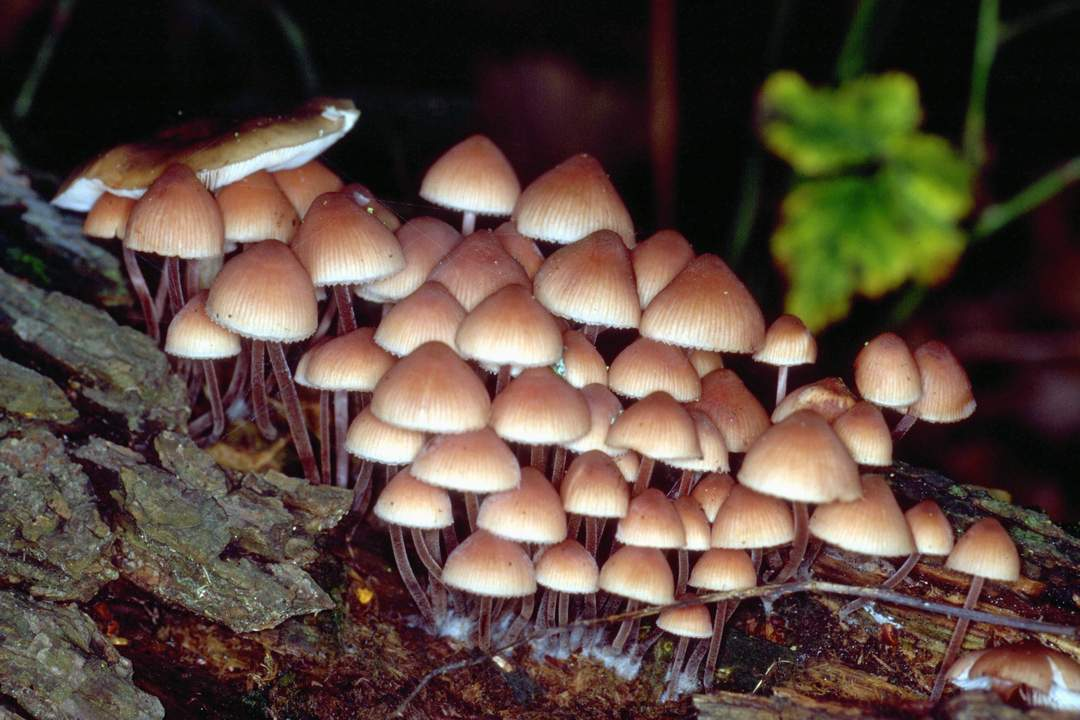
Mycena crocata
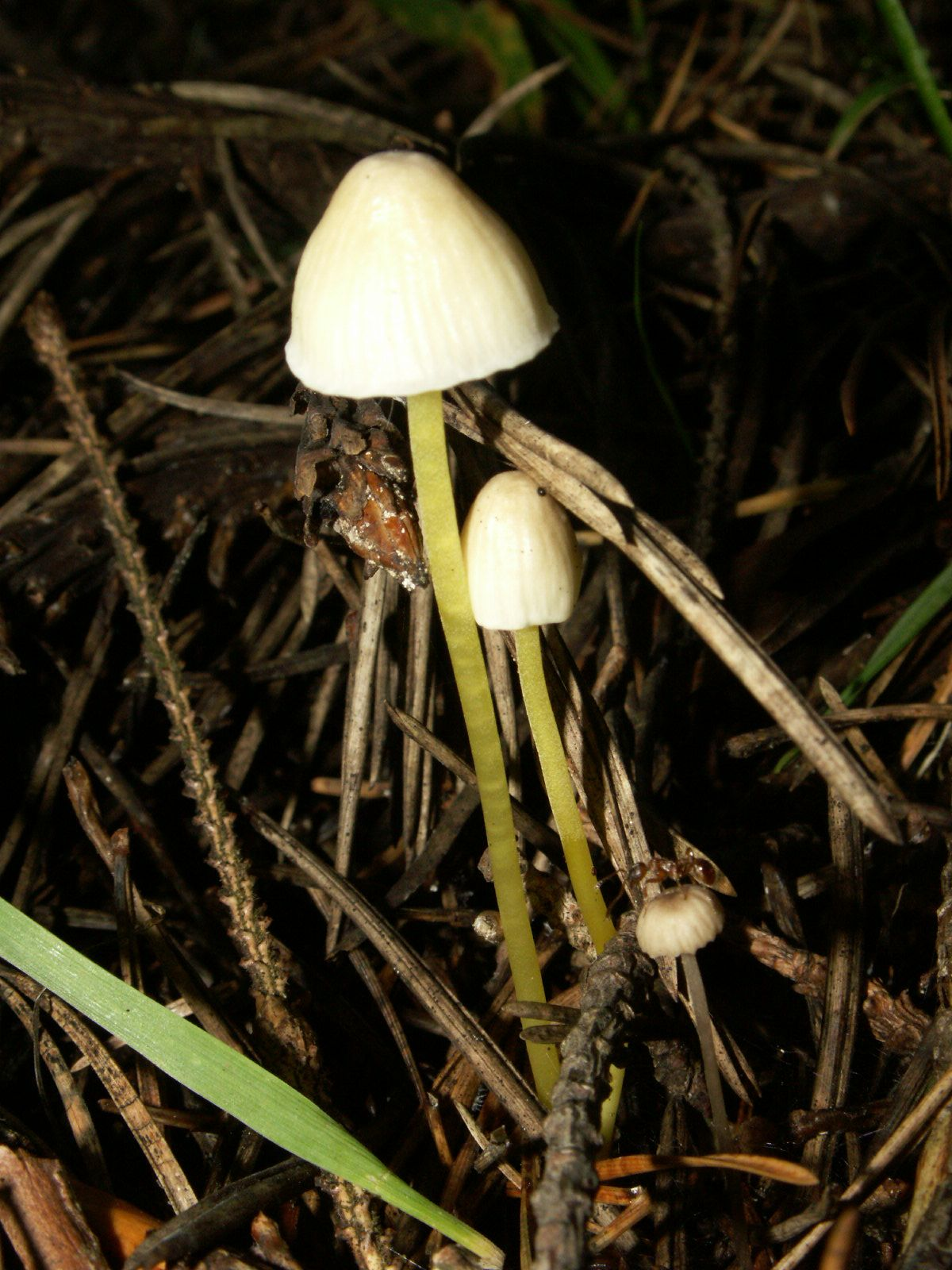
Mycena epipterygia
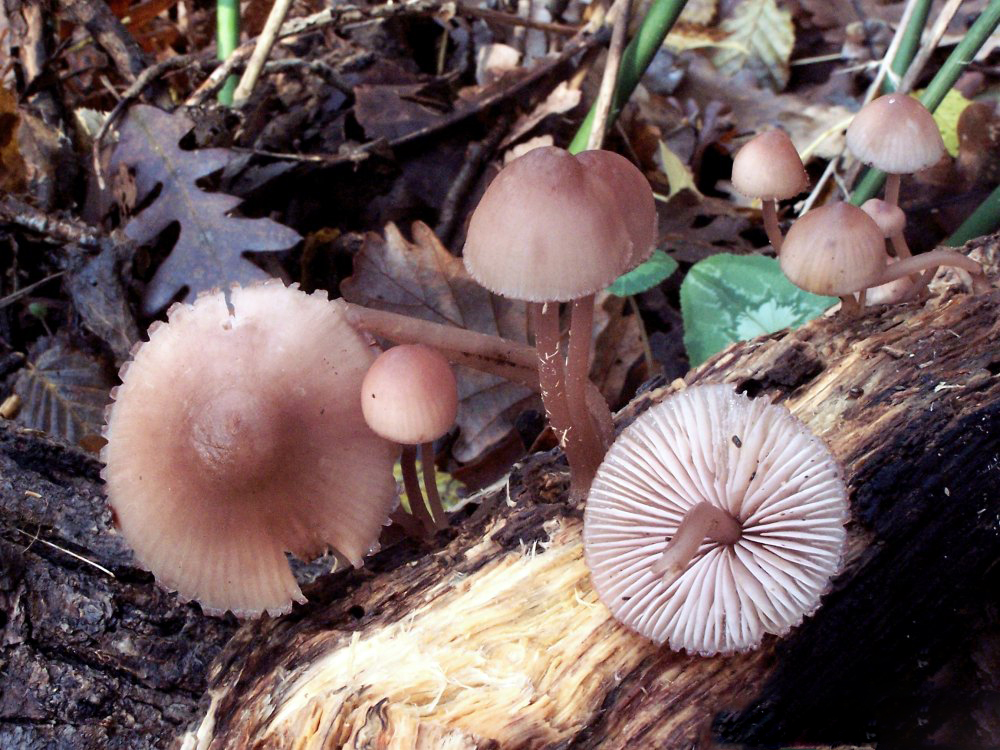
Mycena haematopus
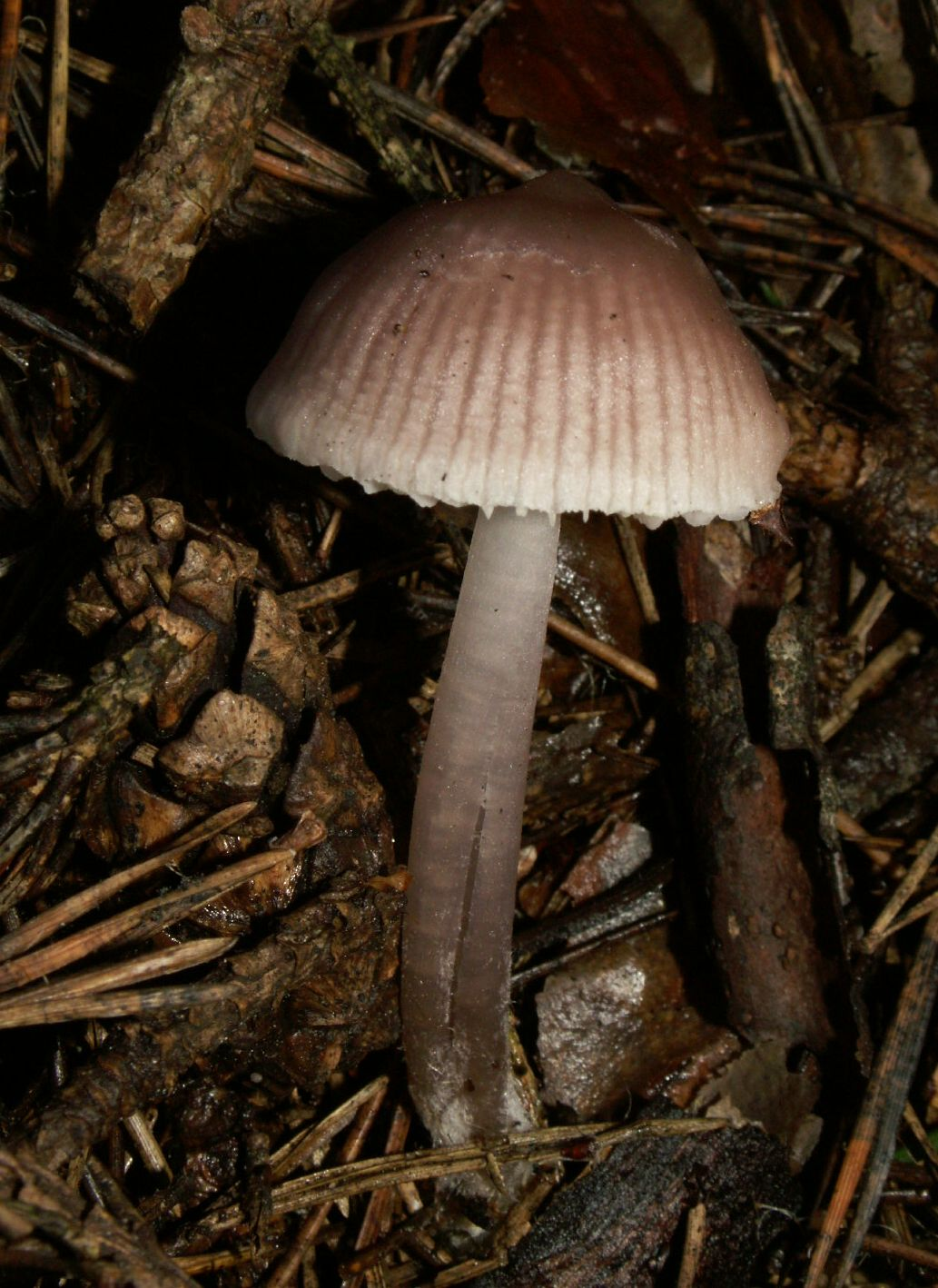
Mycena pura
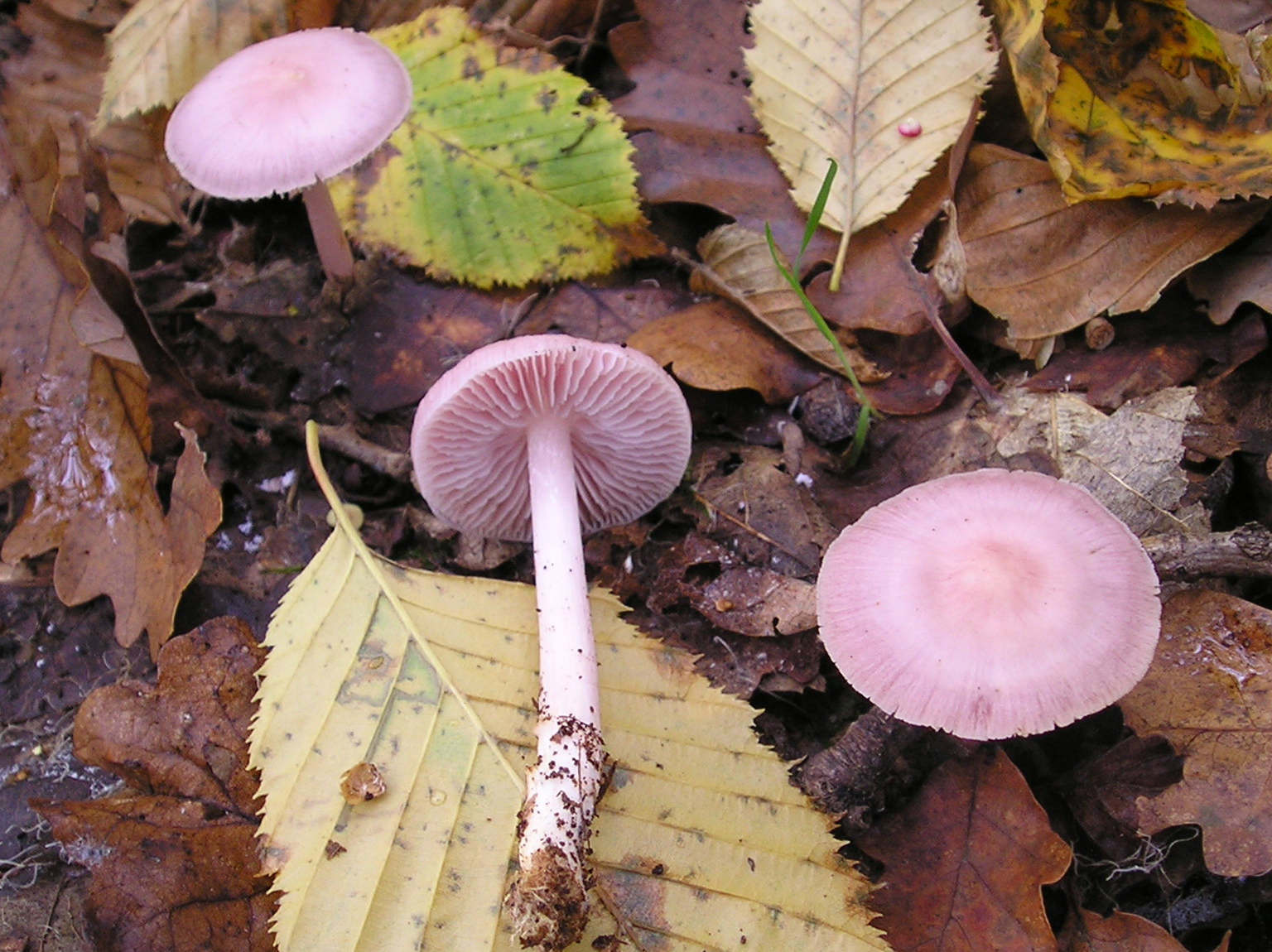
Mycena rosea
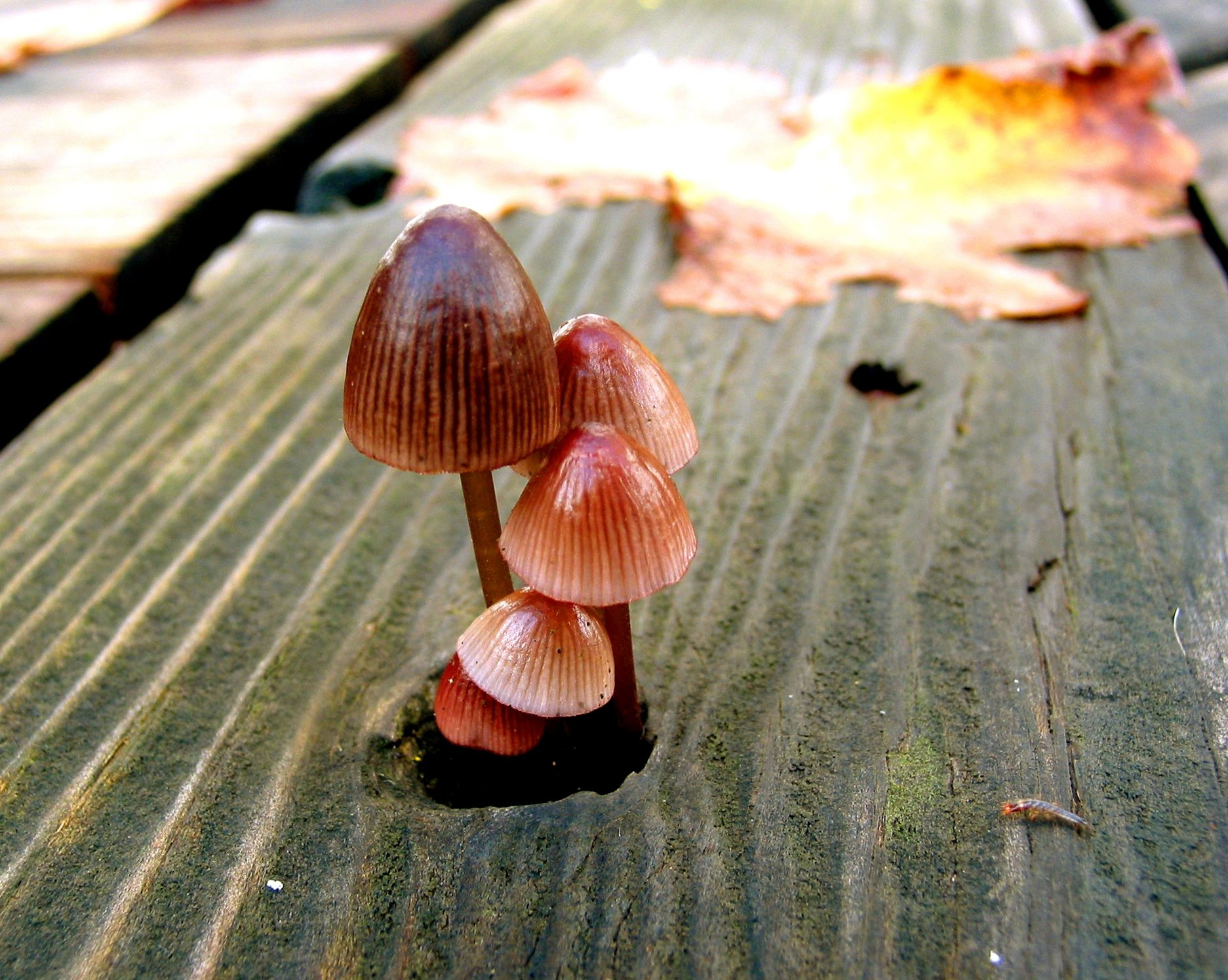
Mycena sanguinolenta
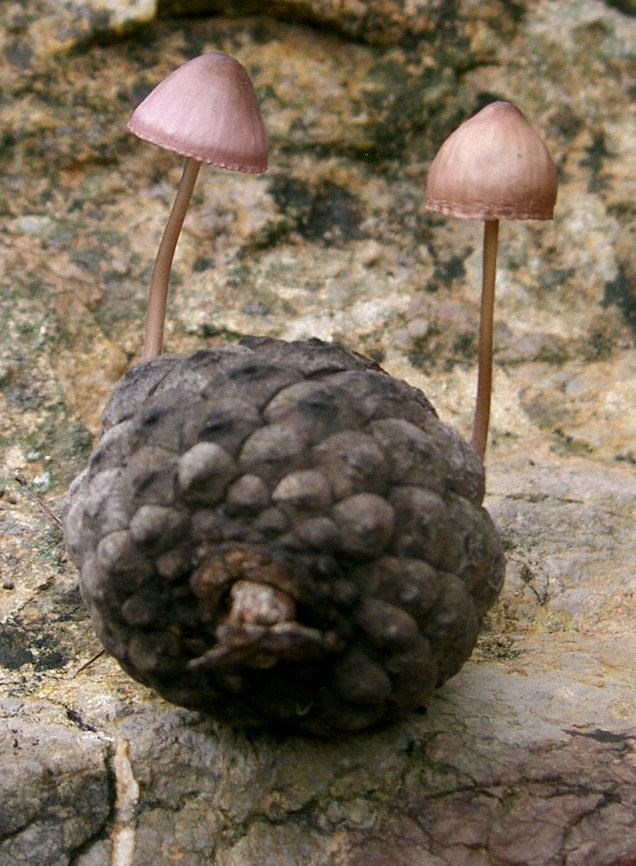
Mycena seynesii